# دین و فرهنگ در ایران باستان

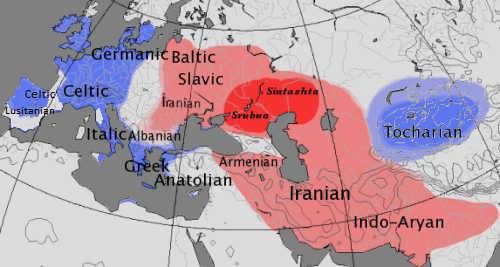
پراکندگیِ هند و اروپایی‌ها در سراسر اروپا و غرب آسیا.

دین و فرهنگ در ایران باستان باورها، کنش‌ها و رویدادهای فرهنگیِ قبایل و اقوام آریایی و غیر آریایی در ایران باستان است.

آریایی ها یا ایرانیان باستان عناصری همچون خورشید، نور و آذرخش را می‌پرستیدند اما عاقبت یگانه پرست شدند و به مزدیسنا گرویدند.
زرتشت، پیامبر عهدِ باستانِ ایرانیان باورهای مذهبیِ ایرانیان را به گونه‌ای توحید رساند. گاهان از سرودهای اوستاییِ زرتشت، باورهای یگانه پرستی را به پارس و ایران آورد. وداها و اوستا همواره به عنوانِ منابع مهم در کشفِ باورهای آریایی‌های نخستین و ایده‌های آنها به یاریِ پژوهشگران آمده است.